# 小野田一雄
小野田 一雄（おのだ かずお、1900年11月28日 - 1983年2月21日）は、大正期の日本の水泳選手。静岡県磐田郡今井村（現袋井市）出身。拓殖大学卒業。
浜松第一中学校（現静岡県立浜松北高等学校）卒業。1924年パリオリンピックには日本水泳チーム主将として出場。男子4×200m自由形リレーにおいて宮畑虎彦、野田一雄、高石勝男とともに4位の成績を収めた。

## 主な実績
- 1920年アントワープオリンピック選考会　50m自由形優勝
- 1920年第5回全国水泳大会　50m自由形優勝　100m自由形優勝　200m自由形2位
- 1921年第6回全国水泳大会　400m自由形優勝　800m自由形優勝　200mリレー優勝　400mリレー優勝
- 1921年第1回全国専門学校対抗水泳大会（現インカレ）　50m自由形優勝　400m自由形優勝
- 1922年第7回全国水泳大会　400m自由形2位　800m自由形2位
- 1922年第2回全国専門学校対抗水泳大会　200m自由形優勝
- 1923年第6回極東選手権競技大会[2]　50yd自由形優勝　100yd自由形優勝　440yd自由形2位　200ydリレー優勝　50ｍ自由形2位　100ｍ自由形2位　200ｍリレー優勝　800ｍリレー優勝
- 1923年第3回濱名湾全国競泳大会[2]　50ｍ自由形優勝　100ｍ自由形優勝　200ｍ自由形優勝　200ｍリレー優勝　800ｍリレー優勝
- 1923年第8回全国水泳大会[2]　50m自由形優勝　100m自由形2位　200ｍ自由形2位　200ｍリレー2位　800mリレー優勝
- 1924年第3回全国学生水上選手権　50m自由形優勝